# Дубасов, Николай Васильевич
Николай Васильевич Дубасов (1850—1915) — русский военачальник, военный губернатор Уральской области и наказной атаман Уральского казачьего войска (1911—1913), генерал от кавалерии (1914).

## Биография
Окончил Тверскую губернскую гимназию, затем 1-е Павловское военное училище (по 1-му разряду), затем Михайловское артиллерийское училище, откуда был выпущен в 1874 году подпоручиком в 3-ю артиллерийскую бригаду, где служил вплоть до 1880 года. В составе бригады принимал участие в Русско-турецкой войне 1877—1878 годов.
Затем поступил в Николаевскую академию Генерального штаба, которую окончил в 1883 году по 1-му разряду. В дальнейшем (1883—1898, с перерывом в 1894—1895) служил на обер-офицерских (с 1888 — на штаб-офицерских) должностях в Генеральном штабе, штабе 37-й пехотной дивизии, штабе войск гвардии и Петербургского военного округа. В 1893 году Дубасов был произведён в полковники. В 1894—1895 годах отбывал цензовое командование батальоном в Лейб-гвардии Павловском полку, после чего вернулся к исполнению прежней должности.
В 1898 году был назначен начальником штаба 2-й гвардейской кавалерийской дивизии. За 1900—1905 год полковник (с 1901 года — генерал-майор) Дубасов успел побыть начальником (директором) Ярославского кадетского корпуса, 2-го Московского кадетского корпуса и Павловского военного училища, но нигде не задержался надолго. Затем в течение года находился на должности начальника штаба Донского казачьего войска. С 1906 по 1909 год был генерал-квартирмейстером Генерального штаба, причём в 1907 году был произведён в генерал-лейтенанты. Затем около года числился без должности «в распоряжении военного министра».
В 1910 году генерал-лейтенант Николай Васильевич Дубасов стал военным губернатором Уральской области и наказным атаманом Уральского казачьего войска. Занимал эти должности до 1913 года. В 1914 году вышел в отставку с чином генерала от кавалерии.

## Семья
Был женат, имел двоих детей.
Происходил из дворянского рода Дубасовых, занесённого в родословные книги Тверской губернии, и являлся младшим братом адмирала Фёдора Васильевича Дубасова (1845—1912) — георгиевского кавалера за боевое отличие в ходе Русско-турецкой войны 1877—1878 годов (потопил турецкий военный корабль) и руководителя подавления Декабрьского вооружённого восстания 1905 года в Москве.

## Чины
- Подпоручик артиллерии (первый офицерский чин; 1874)
- Полковник (1893)
- Генерал-майор (1901)
- Генерал-лейтенант (1907)
- Генерал от кавалерии (1914)

## Награды
- Орден Святого Владимира 4-й степени с мечами и бантом (1878)
- Орден Святой Анны 3-й степени с мечами и бантом (1878)
- Орден Святого Станислава 2-й степени (1884)
- Орден Святой Анны 2-й степени (1887)
- Орден Святого Владимира 3-й степени (1898)
- Орден Святого Станислава 1-й степени (1904)
- Орден Святой Анны 1-й степени (1906)
- Орден Святого Владимира 2-й степени с мечами (10.04.1911)